# Hemisemidalis sinensis
Hemisemidalis sinensis là một loài côn trùng trong họ Coniopterygidae thuộc bộ Neuroptera. Loài này được Liu miêu tả năm 1995.